# Љусина
Љусина је насељено мјесто у Босни и Херцеговини у Општини Босанска Крупа које административно припада Федерацији Босне и Херцеговине. Према попису становништва из 1991. у насељу је живјело 1.315 становника.

## Становништво
| Националност       | 1991.          | 1981.          | 1971.        |
| Муслимани          | 1.185 (90,11%) | 1.006 (89,02%) | 658 (71,44%) |
| Срби               | 122 (9,27%)    | 117 (10,35%)   | 258 (28,01%) |
| Хрвати             | 1 (0,07%)      | 2 (0,17%)      | 1 (0,10%)    |
| Југословени        | 2 (0,15%)      | 1 (0,08%)      | 2 (0,21%)    |
| остали и непознато | 5 (0,38%)      | 4 (0,35%)      | 2 (0,21%)    |
| Укупно             | 1.315          | 1.130          | 921          |